# Arto Saari
Arto Saari (* 9. November 1981 in Seinäjoki, Finnland) ist ein finnischer Skateboarder und Fotograf.

## Karriere
Saari erregte 1998 erstmals Aufmerksamkeit in der Skateboarderszene, als er mit 16 Jahren in Münster an der Skateboard-Weltmeisterschaft teilnahm.
Sein Talent stellte er in zahlreichen Videoproduktionen (411 VM #32, Transworld „Feedback“, Thrasher „S.O.T.Y.“ etc.) unter Beweis. Wegweisend waren vor allem seine Beiträge in „Menikmati“ (2000) von éS Footwear, sowie in „Sorry“ (2002) und „Really Sorry“ (2003) von Flip Skateboards.
Saari erlitt während seiner Laufbahn zwei Kreuzbandrisse, die ihn jeweils zu einer halbjährigen Pause zwangen. Nach einer Knieverletzung, die er sich während der Dreharbeiten zu der Flip DVD „Really Sorry“ 2003 zuzog, wurden seine Kreuzbänder durch synthetische Bänder ersetzt. Diese neue Behandlungsmethode half bereits Danny Way, nach langer Knieverletzung wieder professionell Skateboard zu fahren.
2007 verließ Saari seinen bisherigen Sponsor Quicksilver um sich Analog Clothing anzuschließen.
2008 kündigte Saari den Weggang von seinen langjährigen Sponsoren Flip und Etnies an. Er schloss sich kurz darauf Alien Workshop und der neugegründeten Marke Gravis Footwear an, die wie Analog Clothing ebenfalls zur Burton-Gruppe gehörten. 2009 hatte Saari einen Part in Alien Workshops „Mind Field“, welches von Transworld Skateboarding zum besten Video des Jahres ausgezeichnet wurde, während das Alien Workshop Team zum besten Team des Jahres gekürt wurde.
Im Januar 2011 kündigte Flip an, dass Arto Saari wieder als Team-Fahrer zurückgekehrt sei. Flip veröffentlichte dafür ein Bild Saaris mit dem Spruch „Home is where the Hearto is“. 2013 fand er mit New Balance Numeric, der neuen Skateschuh-Marke von New Balance, einen neuen Schuh-Sponsor.
Arto Saari ist verheiratet und Vater einer Tochter. Seit 2018 wohnt er mit seiner Familie auf Hawaii.

## Ehrungen
Saari wurde vom Thrasher-Magazin 2001 als „Skater of the Year“ ausgezeichnet und ebenfalls 2001 vom Transworld Skateboarding Magazine zum „Street Skater of the Year“ gekürt.
Bei einer Abstimmung im Jahre 2004, die von YLE durchgeführt wurde, wurde Saari in die Liste der 100 größten Finnen gewählt.